# Želva diamantová
Želva diamantová (Malaclemys terrapin), též želva démantovitá je jediným zástupcem rodu Malaclemys.

## Popis
Její karapax je šedý s tmavými a někdy i žlutými skvrnami. Hlavu a krk pokrývají černé skvrnky na šedém, šedozeleném nebo i fialovém podkladu. Samci jsou menší než samice. Zimu přečkává na dně v bahně.
Tento druh popsal Johann David Schoepf roku 1793.

## Potrava
Patří mezi dravce, je to převážně masožravec. Stravu jí tvoří mořské ryby, mořští měkkýši, korýši, garnáti a také výhonky rostlin. Ve stravě musí být dostatek vitaminů a minerálních látek.

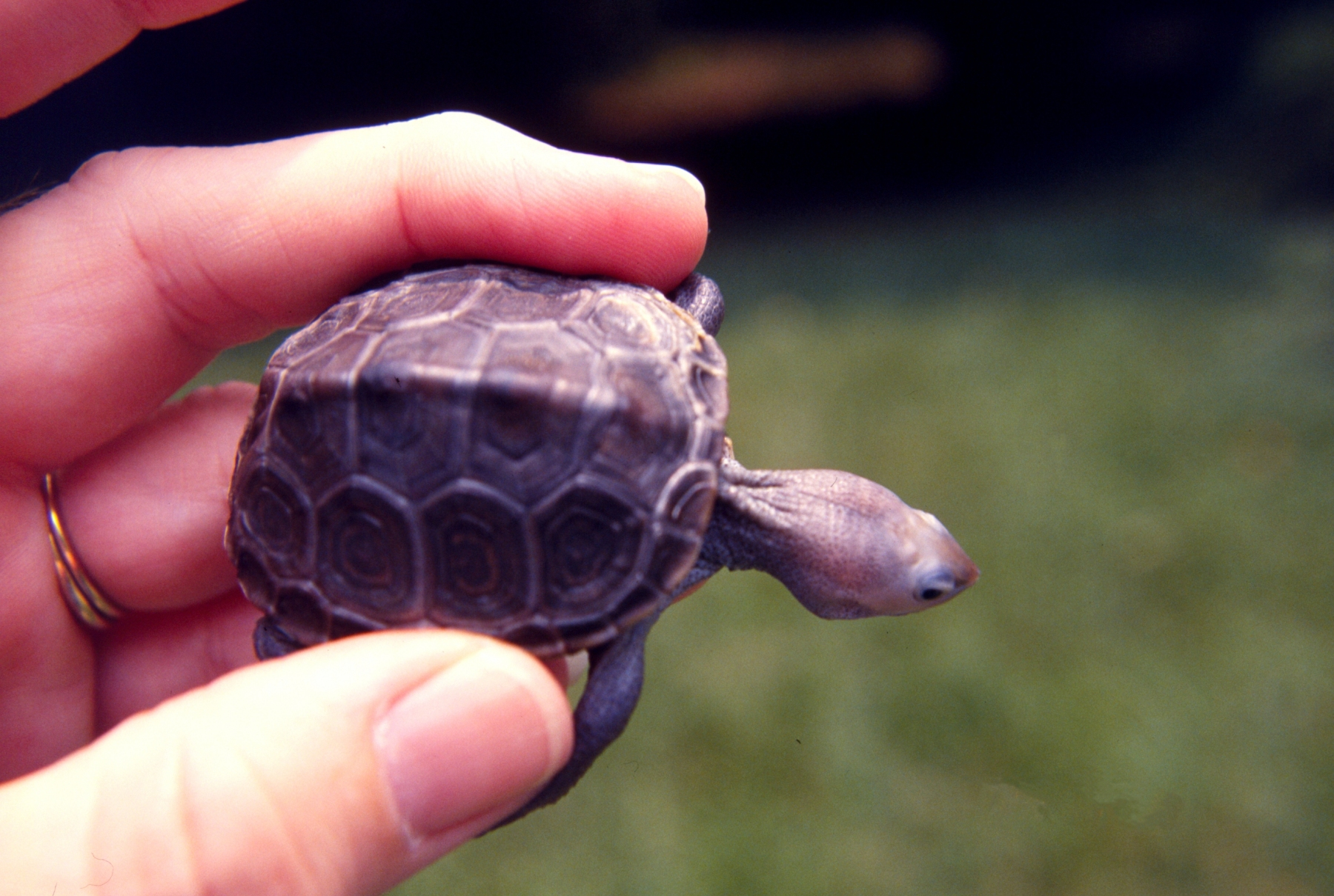
Mládě želvy diamantové

## Rozmnožování
Páří se hned po probuzení z hibernace v noci nebo v časných ranních hodinách. Páří se vždy ve vodě. Vejce klade od května do června. Obvykle snáší 5 - 12 vajec. Inkubační doba je v přírodě 60 - 90 dní. Při chovu v zajetí je inkubační doba 61 - 68 dní při teplotě 30 °C v inkubátoru. Mláďata mají délku asi 3 cm.

## Výskyt
Vhodným biotopem jsou pro ni slané močály a pobřežní vody Atlantského oceánu. Vyskytuje se na jihu a východě Spojených států amerických, ve státech Massachusetts, Florida, Texas a na pobřeží Mexického zálivu.
Tento druh býval považován za delikatesu, a proto byl téměř vyhuben. Vzhledem k tomu patří mezi ohrožené druhy na Rhode Island a ve státě Massachusetts.